# Halabdzsai mészárlás

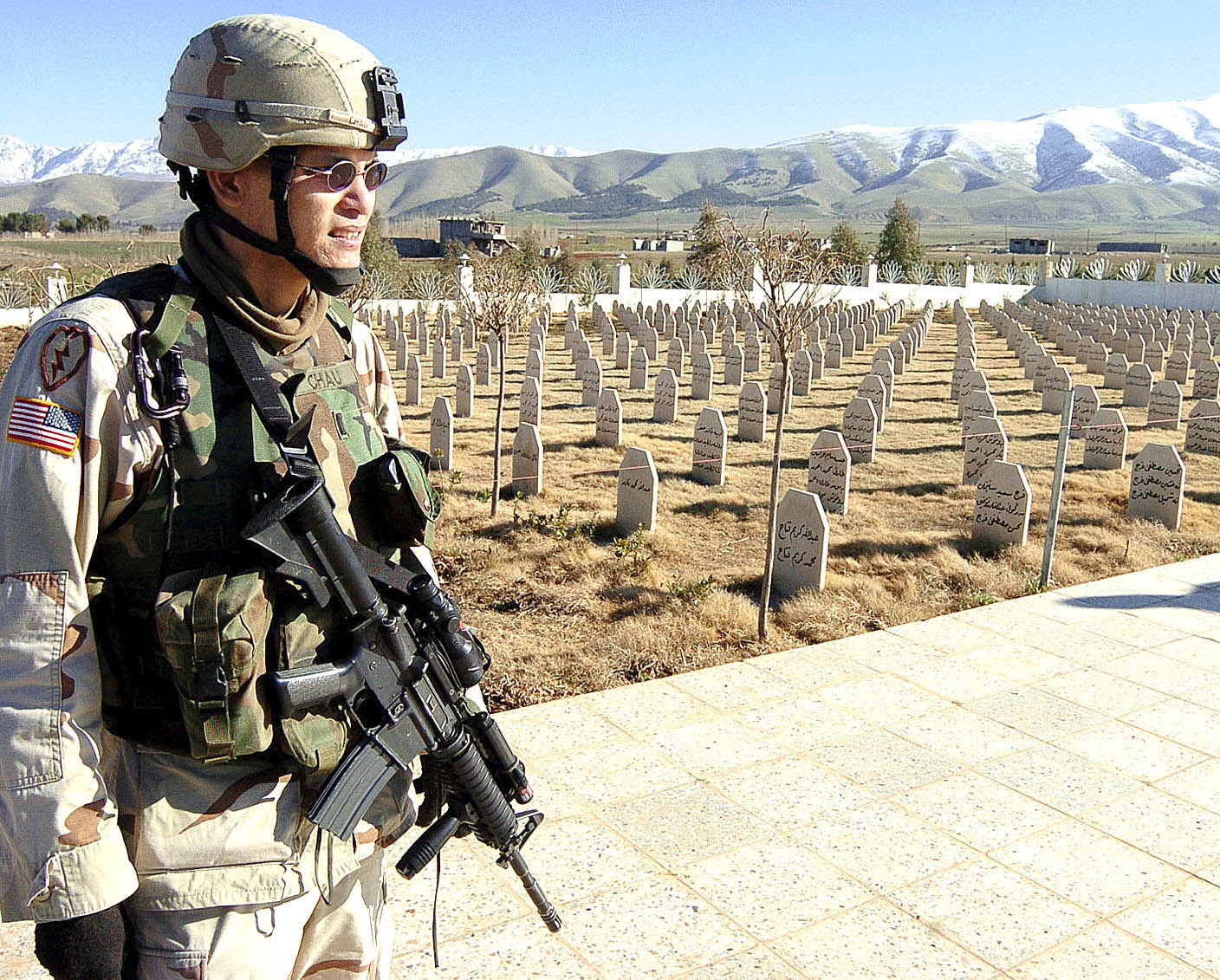
Matthew Chau Halabdzsában állomásozó amerikai katona 2005-ben, mögötte az 1988. évi gáztámadás áldozatainak sírjai

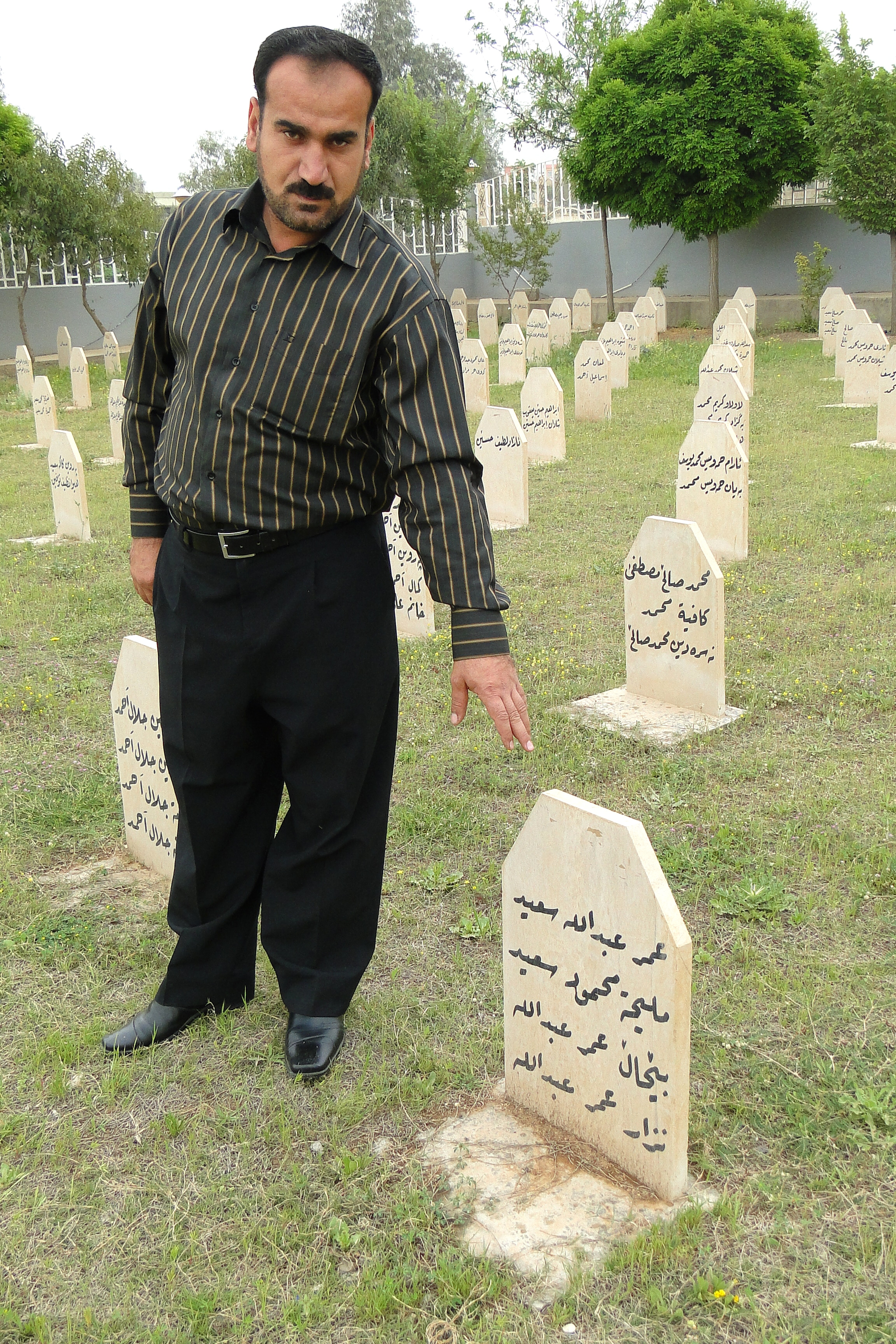
Baktiár Avmar kurd lakos mutatja azt a sírt, ahol együtt nyugszanak szülei és húga, akik szintén a mészárlás áldozatai

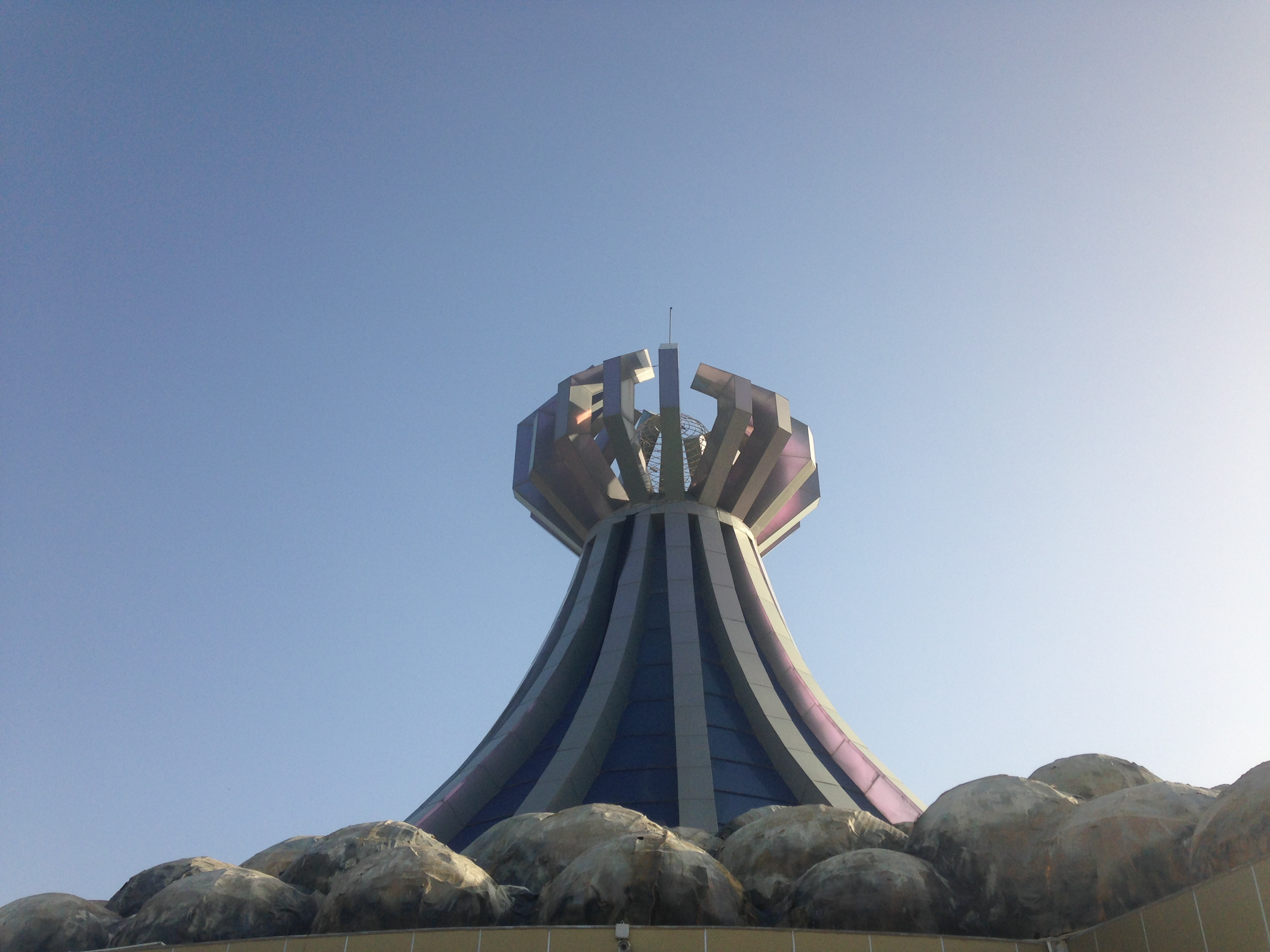
Az áldozatok emlékműve Halabdzsában

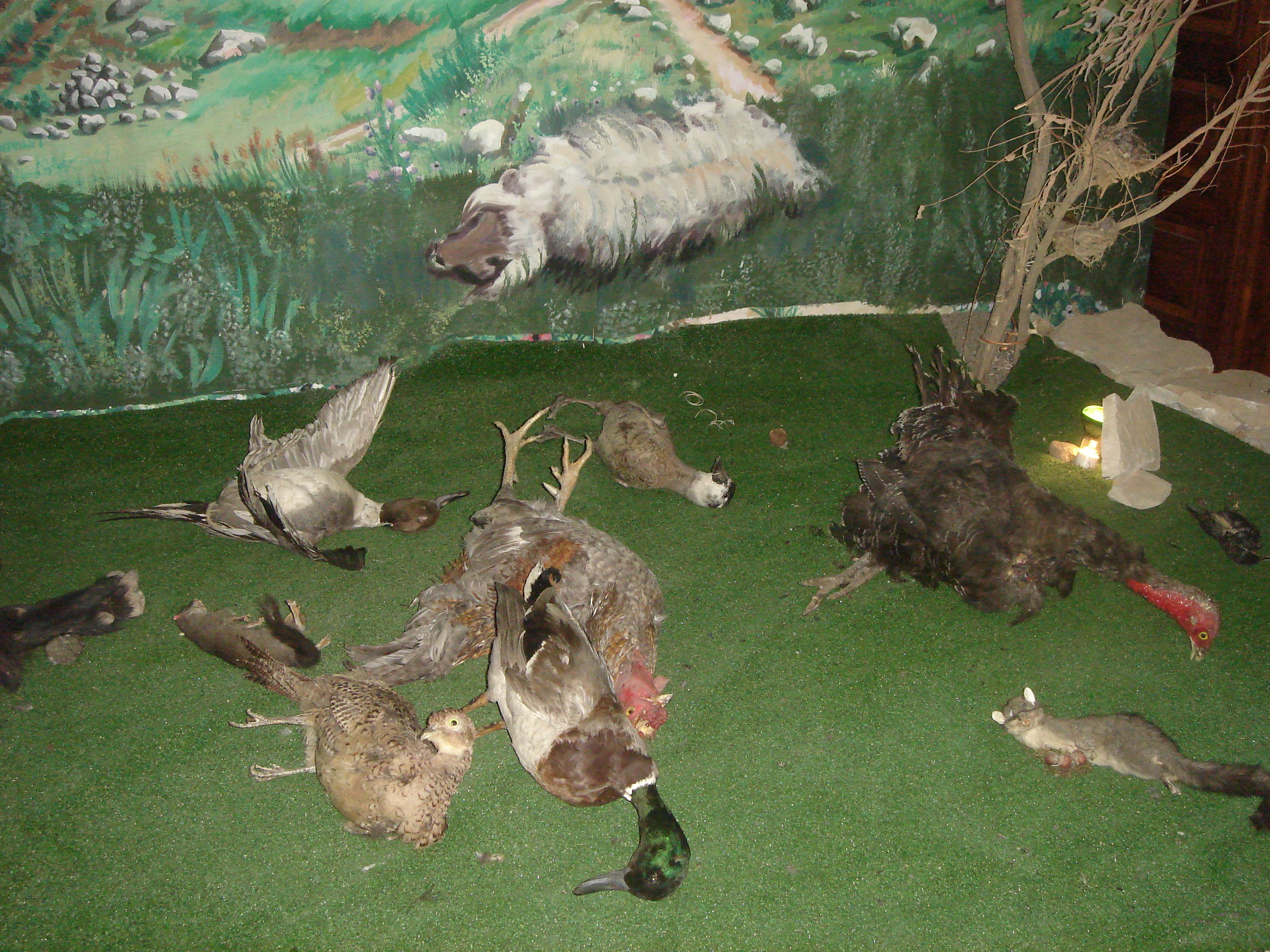
A támadás állat „áldozatait” szemléltető tárlat a Halabdzsai Emlékmúzeumban

A halabdzsai mészárlás, más néven halabdzsai gáztámadás (egy kevésbé használt elnevezése véres péntek) az iraki–iráni határ iraki oldalán fekvő Halabdzsa kurd város ellen végrehajtott iraki gáztámadásos akció, amelyben 5-10 ezer kurdot gyilkoltak meg az Anfal hadművelet keretében mustárgáz és egyéb ismeretlen vegyi anyagok keverékéből alkotott harcigázzal. Az eset a rendkívül pusztító iraki–iráni háború befejező szakaszában, 1988. március 16-án történt.
Az iraki hadsereg egyik célja volt az iráni a Záfár 7-es hadművelet visszaszorítása harcigáz bevetésével, ám a támadásban legfőképp (és célzottan) a kurdokra lőtték ki a vegyi tölteteket. A fegyverek okozta szennyezés ma is negatív kihatással van a régióra és lakosainak életére.
A gáztámadás és magának az egész Anfal hadműveletnek a fő felelőse Vegyi Ali azaz Ali Hasszán al-Madzsid, Szaddám Huszein unokatestvére, akit 2010-ben egyebek mellett a halabdzsai mészárlás és egyéb bűntettek miatt felakasztottak. Az iraki legfelsőbb bíróság kimondta, hogy a Halabdzsánál történtek a kurd nép elleni népirtás volt. Ugyanúgy Kanadában is emberiesség elleni bűntettnek minősül.
A maga idejében az ENSZ, az Amerikai Egyesült Államok és a többi nyugati ország nagyon szűkszavúan kezelték az ügyet, s vonakodtak határozott lépéseket tenni Szaddám ellen, ugyanis ekkoriban a Nyugatnak Szaddám volt a fő szövetségese Irán és az iszlám fundamentalista forradalom terjedése ellen.

## Előzmények
Irakban és Iránban már az 1979-es iszlám forradalmat követően zavaros belső állapotok keletkeztek, nem is beszélve arról, hogy a két ország addig is labilis kapcsolatában törés állt be. Irak, ahogyan Irán is síita többségű ország, azonban a vezetés (miként Szaddám is) a szunnita felekezethez tartozott. Homeini ajatollah feltett szándéka volt tehát, hogy Irakra is kiterjeszti az iszlám forradalmat.
Mindkét országban jelentős számban élnek kurdok, akiknek nemzetiségi jogait soha nem tartotta tiszteletben egyik fél sem. Iránban már 1979-ben fellázadtak a kurdok az új kormány ellen, s felkelésüket Szaddám Huszein és az iraki kurdok is támogatták. Előbbi azért, hogy valamiképp gyengítse az új iráni kormányzatot.
A háború kitörését követően, 1983-ban két kurd párt (a Kurdisztáni Demokratikus Párt és a Kurdisztáni Hazafias Párt) összefogva felkelt a Baasz Párt vezette bagdadi kormány ellen, s Irántól kapott támogatást (noha a Hazafias párt nem rokonszenvezett túlzottan az irániakkal).
1986-ra a felkelés alábbhagyott, de Szaddámot szörnyen feldühítette az a tény, hogy a kurdok az irániakkal konspiráltak, ezért konkrét tervet készített a kurdok megsemmisítésére. Egy volt iraki pilóta 2003-ban úgy nyilatkozott, hogy a mészárlást az a felfogás motiválta, hogy a kurdok árulók, mert összejátszanak a perzsákkal.

## Az Anfal hadművelet
Szaddám korábban arabosítást folytatott Kurdisztánban, így pl. a fontos olajlelőhelyeknél fekvő Kirkuk városába nagyszámú arab lakost telepített be.
Az Anfal hadművelet a pesmergák csoportjainak felszámolását és azok bázisát jelentő kurd települések elpusztítását célozta. A Baasz kollektíven meg akart büntetni minden kurd civilt függetlenül attól, hogy kire volt rábizonyítható a pesmergákkal való együttműködés.
Az iraki hadsereg a kurd lakosság egy részét hivatalosan modern falvak-nak nevezett koncentrációs táborokba terelte, lakhelyeiket elpusztította. Másokat tömegével gyilkoltak le válogatás nélkül (beleértve öregeket, nőket és kiskorúakat). A lőfegyverek mellett vegyi fegyverekkel és idegmérgekkel (mustárgáz, szarin, VX, tabun) végeztek az áldozatokkal. Halabdzsát megelőzően is 21 kisebb léptékű vegyi támadást intézett a kurdok ellen az iraki hadsereg.

## A mészárlás
A mészárlás 1988. március 16-án, az esti órákban kezdődött és mintegy 5 órán át tartott. Az iraki légierő az akciót megelőzően napalm- és rakétatámadásokat hajtott végre a térségben. Az iraki MiG és Mirage típusú harci gépek célzottan Halabdzsa lakott területeire lőtték ki a vegyi tölteteket. A kurd felkelők vezetői szerint az irakiak helikopterekkel koordinált 7-8 fős kötelékekben, 14 alkalommal bombázták vegyi fegyverekkel a várost. A szemtanúk szerint a felrobbanó töltetek 50 méter magas, gombafelhőre emlékeztető alakot vettek fel a robbanáskor. Színük fekete, fehér és sárga volt.
A túlélők különbözőképp emlékeztek vissza a robbanások után keletkezett füstből áradó anyagok hatására. A bombák becsapódásakor, amelyek először a város északi felét érték, az emberek a pincékben kerestek menedéket. Többen észlelték, hogy a robbanások helyén valamilyen gázhalmazállapotú anyag szivárog, s felismerve az abban rejlő veszélyt menekülőre fogták. Egyeseknek holttesteken kellett áthajtaniuk a gépkocsijukkal, akiket korábban ölt meg az anyag.
Az áldozatok rendszerint összeestek, hánytak (a hányadékuk zöldszínű volt), másokat hisztérikus roham fogott el, s voltak, akik nevetőgörcsöt kaptak. Túlélők a gáz aromáját almához hasonló édeskés szaghoz hasonlították. Akik kisebb dózist kaptak, eleinte eszméletüket vesztették és csak idővel később tértek magukhoz. Egy másik töltetből áradó szag a rothadó szemétre emlékeztette az embereket, amely később szintén almaszagúvá változott. Megint egy másik töltetből tojásszag áradt.
Mivel az emberek tudatára ébredtek, hogy valószínűleg gáztámadás érte őket, ez hatalmas pánikot szült köztük, minthogy nem tudták mitévők legyenek. A gázok a környéken élő vad- és háziállatokat is megölték. Aki tudott kocsival menekült el. Mások viszont nem tudták vagy nem akarták hátra hagyni népes családjukat és ezért haltak meg.
A különböző jellegű aromák és azok változása különféle vegyi anyagok jelenlétére enged következtetni. A szerteszét terjedő gázok ráadásul nemcsak halált, de súlyos sérüléseket (égett, hólyagos sebeket) eredményeztek. Az iráni orvosokhoz került mérgezést szenvedett áldozatokon a szakértők cianidmérgezés tüneteit is felfedezni vélték. A Teheránba szállított sérülteken mustárgáztól származó nyomokat is tapasztaltak. Ezen adatok alapján feltételezhető, hogy a Halabdzsára kilőtt töltetek mustárgáz és kéksav (hidrogén-cianid) keverékét tartalmazták, de több összetevő még a mai napig ismeretlen a szakértők számára. További feltevés, hogy az irakiak VX, szarin és más anyagokból kevert méregkoktélt is bevetettek.

## Utóhatás
Az adott politikai helyzetben a halabdzsai mészárlás nem váltott ki nagy visszhangot nyugati politikai körökben. 1988-ban is leginkább iráni újságok terjesztették a hírt, fotókkal alátámasztva. Kaveh Golesztán iráni újságíró a helyszínen tartózkodott a támadás idején, amelyről beszámolt Duy Dinmore-nak a Financial Times-tól. Golesztán látta az említett gombafelhőket, melyek azonban nem nukleáris fegyverek becsapódásától származtak. Golesztán már máskor is volt szemtanúja gáztámadásos eseteknek, ám a Halabdzsában látottak őt is sokkolták. Elmondása szerint a város „teljesen halott volt,” úgy haladt végig az utcákon, mintha csak egy némafilmben lenne. A támadás utóhatásai sokkal rosszabbak voltak, mivel azok, akik sérülésekkel ugyan, de túlélték a gázmérgezést, pokoli fájdalmakat éreztek. Golesztán szerint 15-16 éves gyerekek könyörögve jöttek hozzá, hogy vigye őket kórházba. Több gyerek a szállítás közben halt meg, egyiküket, egy kislányt épp a karjaiban tartott.
Az iraki kormány március 23-ig nem kommentálta az esetet, majd pedig a tisztviselők elejtettek néhány meggondolatlan megjegyzést. Végül a rezsim nyíltan tagadni kezdte, hogy vegyi fegyvert alkalmazott volna, sőt megpróbálta Iránra fogni a gáztámadás elkövetését. Hasonlóan az Egyesült Államok külügye és hírszerző szolgálatai is Iránra igyekeztek terelni a gyanút. Stephen C. Pelletiere, az amerikai Védelmi Hírszerző Ügynökség és a Központi Hírszerző Ügynökség elemzője még 2003-ban is azt állította a The New York Times-ban, hogy irániak követték a halabdzsai vegyi támadást, állítása viszont hamar hiteltelenné vált.
A brit külügyi szervek jelentést készítettek az esetről, de nem hoztak szankciókat Irak ellen. Tony Benn egykori miniszter szerint a kérdés szóba került ugyan a Parlamentben, de lesöpörték az asztalról, mondván „Szaddám szövetséges.”
Az Egyesült Államokban az 1988-as iraki–iráni tűzszünetet követően Claiborne Pell és Jesse Helms átfogó gazdasági szankciók, beleértve olajembargó bevezetését javasolták Irak ellen, illetve, hogy nagyobb mértékben korlátozzák az ország kettős felhasználású technológia exportját. A Szenátus jóllehet ezt a jogszabályt elfogadta, de a Képviselőház nem, így az nem emelkedett törvényerőre. Bár az amerikai külügyminiszter George Shultz elítélte a mészárlást, amit jogtalannak és visszataszítónak nevezett. Hasonlóképp fogalmazott asszisztense Charles E. Redman is. Ennek ellenére az amerikai külügyminisztérium sem javasolta szankciók kivetését.

## A mészárlás utóélete és következményei
Az áldozatok egy részét pesmergák és az iráni csapatok rögtönzött tömegsírokban földelték el, de nem tudtak a munkálatokat befejezni. Amikor az irakiak újból bevonultak a városba még mindig voltak temetetlen holttestek, amelyeken látszottak a gáztámadás hatásai.
Az áldozatok számáról különböző becslések vannak. A legalacsonyabb szerint 3200 halottja volt a mészárlásnak, a legoptimálisabb szerint 5000, a legmagasabb szerint pedig 10 000. A sérültek száma 7 és 10 ezer fő között volt.
A túlélők közül 1998-ban még mindig 700 embert kellett kezelni a gáztámadás okozta egészségkárosodás miatt. Közülük is még 500-nak volt kritikus az állapota. Orvosi beszámolók szerint Halabdzsában az elvetélések száma 14-szer magasabb lett az átlagosnál. Tízszer többen betegedtek meg vastagbélrákban, s 1990 és 1996 között megnégyszereződött a szívbetegek aránya. Szintén aggasztóan megemelkedett egyéb rákos megbetegedések, légzőszervi és bőrbetegségek, születési rendellenességek, meddőség és szembetegségek aránya is. A születési rendellenességek megnövekedett száma aggodalomra ad okot a lakosság genetikájának jövőbeli alakulását illetően is.
A túlélők közül, a maradandó külső sérüléseken túl sokan neurológiai károsodásokat is szenvedtek.

## A felelősök megbüntetése
Szaddám hatalmát az iraki háború döntötte meg. A diktátort 2003 végén fogták el, majd nem sokkal később elkezdődött büntetőpere, amelynek végén halálra ítélték, majd kivégezték. A bíróság azonban nem tudta megállapítani egyértelmű bűnösségét a kurd népirtásban, viszont bűnösnek mondták ki a síiták ellen elkövetett dudzsaili mészárlásban. A kurdokkal szembeni atrocitást illetően Szaddám nem is ismerte el a felelősségét, sőt állította, ha vádat emelnének ellene az Irán ellen bevetett vegyi fegyverek alkalmazása miatt, ő azért vállalná is a felelősséget.
Ali Hasszán al-Madzsidot viszont a bíróság közvetlen felelősnek mondta ki a Halabdzsában elkövetett bűnökért és egyéb vérengzésekért, melyek miatt 2010 januárjában halálra ítélték. Vegyi Ali sosem bánta meg tettét. Kijelentette, hogy cselekedeteivel Irak biztonságát szolgálta. Dokumentumok bizonyítják, hogy Ali büszkélkedett a kurdok elleni irtóhadjárattal és trágár szavak kíséretében hányt fittyet annak bármilyen következményére.

## A mészárláshoz használt vegyi anyagok forrása

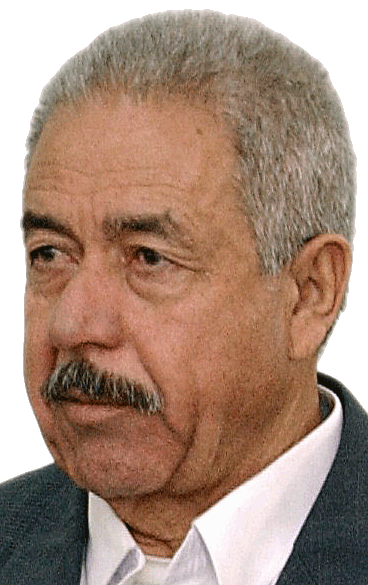
Vegyi Ali

A mészárláshoz használt fegyverek kifejlesztéséhez szükséges anyagokat többnyire Szingapúrból, valamint Hollandiából, Egyiptomból, Indiából és az NSZK-ból szerezte be Irak. Az International Crisis Group 2002-es jelentése szerint számos ország hallgatólagos jóváhagyásával történhetett meg, hogy Irak vegyi fegyverek gyártásához szükséges anyagok birtokába jutott, amit aztán az iráni háborúban használt fel. A csoport szerint a Reagan-kormányzat kivette Irakot a terrorizmust támogató államok listájából, ezzel pedig lehetővé tette, hogy  az ország mustárgáz előállításához szükséges kémiai anyagokhoz jusson amerikai vállalatokon keresztül. Ebben leginkább az Alcolac International-nek volt szerepe.
2005. december 23-án Hollandiában 15 évre ítélték Frans van Anraatot, aki szándékosan vásárolt fel a világpiacon kémiai anyagokat, hogy azokat Szaddámnak adja el. A bírósági ítélet szerint van Anraat ezáltal bűnrészes volt háborús bűnök elkövetésében. 2008 márciusában az iraki kormány is bejelentette, hogy jogi lépéseket tesz a korábbi beszállítók ellen.
2013-ban 20 iraki kurd, akik a támadás áldozatai voltak, keresetet nyújtott be egy francia vállalat ellen, amely állításuk szerint részt vett Szaddám vegyi fegyverarzenáljának létrehozásában.
2003-ban Halabdzsa még mindig magán viselte a pusztítás nyomait. 2006-ban emlékművet állítottak az áldozatoknak, ami azonban felháborította az itt élő kurdokat, mert úgy vélték, hogy inkább kellene foglalkoznia a kurd vezetésnek és a központi kormánynak az áldozatok megsegítésével és a város helyreállításával, ezért a mementót lerombolták. Az emlékművet később restaurálták és azóta is helyén van.

## Irán vélt felelőssége
Az amerikai hírszerzés kezdetben Iránt vádolta a vegyitámadással, mivel a helyszínen és az áldozatok sérülésein cianid jelenlétére utaló nyomok is voltak. Pelletiere egy tanulmányra hivatkozva állította, hogy Iránban elterjedt volt a különböző cianidok használata, de meggyőző bizonyítékot arra, hogy az irániak hidrogén-cianid gázt használtak volna, azóta sem találtak.
Joost Hiltermann holland kutató, aki 1992 és 1994 között vizsgálta a halabdzsai mészárlást (s egyebek mellett helyszíni vizsgálatokat is végzett), tanulmányában megállapította, hogy az Egyesült Államok teljes mértékben tudatában volt annak, miszerint az iraki hadsereg vegyi fegyvereket vet be a kurdok ellen, azonban a mészárlás elkövetését az Irakkal fennálló kvázi szövetségi állapotnak megfelelően Iránra próbálták kenni. A vegyi és biológiai hadviselést kutató Jean Pascal Zanders is megerősítette, hogy az egyes áldozatokon tapasztalt sérülések szarintól származnak, ilyen anyaggal pedig akkoriban Irak rendelkezett. Leo Casey, a Dissent amerikai lapban megjelent tanulmánya szerint Pelletiere rendkívül egyoldalú bizonyítékokat keres Irán vélt bűnösségének alátámasztására, így pl. csak iraki dokumentumokat vesz figyelembe, míg orvosi vizsgálatokat, talajmintákat, szemtanúkat, boncolási jegyzőkönyveket és egyéb forrásokat nem.
Vita tárgyát képezi, hogy Irán használt-e vegyi fegyvereket a háború alatt. Bár irakiaktól zsákmányolt vegyi fegyverarzenálhoz könnyen juthatott, ez viszont még nem elegendő bizonyíték arra, hogy Iránt lehessen felelőssé tenni a halabdzsai népirtásért. Az iraki háborút követően Irakban feltárt dokumentumok is azt erősítik, hogy Szaddám rezsimje követte el a tömeggyilkosságot, ahogy más kurdok elleni atrocitást is.